# In Search of Darkness
In Search of Darkness (cu sensul de În căutarea întunericului) este un film documentar din 2019 scris și regizat de David A. Weiner⁠(d) și produs de Robin Block de la CreatorVC Studios. O coproducție internațională între Regatul Unit și  Statele Unite, filmul explorează dezvoltarea și impactul de durată al genului filmului de groază în anii 1980 și prezintă interviuri cu numeroase personalități ale filmului de groază atât din acel deceniu, cât și din epoca modernă, cât și cu influenceri de pe internet.
A avut premiera la Beyond Fest în 2019.

## Distribuție
- Tom Atkins[6]
- Doug Bradley[6]
- Joe Bob Briggs⁠(d)[6]
- Lori Cardille⁠(d)[4]
- John Carpenter[6][4]
- Nick Castle[4]
- Larry Cohen⁠(d)[4]
- Jeffrey Combs[7]
- Barbara Crampton[8]
- Sean S. Cunningham[4]
- Joe Dante[6]
- Keith David[6]
- Katie Featherston⁠(d)[4]
- Mick Garris[9]
- Michael Gingold⁠(d)[10]
- Stuart Gordon[10]
- Andre Gower⁠(d)[10]
- Gunship⁠(d)[9]
- Spencer Hickman[9]
- Kane Hodder⁠(d)[6]
- Tom Holland[6]
- Graham Humphreys⁠(d)[10]
- Lloyd Kaufman⁠(d)[9]
- Robert Kurtzman⁠(d)[9]
- Heather Langenkamp[6]
- Don Mancini⁠(d)[7]
- Harry Manfredini⁠(d)[10]
- Kelli Maroney[11]
- Robbi Morgan[11]
- Bill Moseley⁠(d)[10]
- Greg Nicotero⁠(d)[12]
- Phil Nobile Jr.⁠(d)[12]
- Cassandra Peterson⁠(d)[13]
- James Rolfe⁠(d)[12]
- Ken Sagoes⁠(d)[12]
- Ben Scrivens[12]
- James A. Janisse (Dead Meat)
- Corey Taylor[6]
- Cecil Trachenburg[12]
- Ryan Turek[9]
- Caroline Williams⁠(d)[12]
- Alex Winter⁠(d)[12]
- Heather Wixson[9]
- Tom Woodruff Jr.⁠(d)[9]
- Brian Yuzna⁠(d)[10]

## Producție
In Search of Darkness a început inițial ca o campanie de crowdfunding pe Kickstarter în octombrie 2018, iar proiectul și-a atins obiectivul inițial în două zile. A continuat să strângă 99.478 de lire sterline de la 1.532 de susținători de pe Kickstarter, înainte de a se muta ulterior pe platformele Indiegogo⁠(d) în martie 2019, unde a strâns peste 234.300 de lire sterline. Filmul a avut o lansare exclusivă în 2019 pentru susținătorii proiectului.

## Recepție critică
Pe site-ul web al agregatorului de recenzii Rotten Tomatoes, In Search of Darkness are un rating de aprobare de 94%, pe baza a 16 recenzii, cu un rating mediu de 7,5/10. Josh Weiss de la Forbes a numit documentarul „o operă înfricoșătoare și bună” și l-a recomandat fanilor ficțiunii horror și pentru cei interesați de istorie. Michelle Swope de la Dread Central a acordat filmului un scor de 5 din 5, afirmând că „deși are aproximativ patru ore, nu este niciodată plictisitor”.
Carolyn Mauricette de la revista Rue Morgue a scris că „s-ar putea ca volumul de informații să fie copleșitor la început, deoarece apar într-un ritm rapid, dar odată ce te-ai acomodat, acest documentar este o călătorie grozavă”.
Noah Berlatsky de la The Verge⁠(d) a numit documentarul „o încântare vizionabilă totală” și a adăugat: „chiar și fanii genului hardcore vor găsi ceva nou care și-ar dori să vadă sau ceva vechi pe care să-l revadă”.
Jessica Gomez⁠(d) de la All Horror a scris: „Este bine documentat, complet și filmat fără părtinire. O capodoperă demnă de cel mai important deceniu al genului de groază”.

## Serie
In Search of Darkness a fost a doua parte a seriei de documentare In Search of, după In Search of the Last Action Heroes (În căutarea ultimilor eroi de acțiune), care este dedicat filmelor cinematografice de acțiune din anii 1980 și 1990.A fost urmat de mai multe filme: In Search of Tomorrow, care documentează filmele științifico-fantastice din anii 1980, și  In Search of Darkness: Part II⁠(d) și Part III, care servesc ca o continuare directă a filmului In Search of Darkness. 